# 万里小路藤房
万里小路 藤房（までのこうじ ふじふさ）は、鎌倉時代末から南北朝時代にかけての公卿。大納言・万里小路宣房の一男。官位は正二位・中納言。後醍醐天皇の側近として倒幕運動に参画し、建武政権では恩賞方頭人や雑訴決断所寄人など要職を担った。だが、突如、世を儚んで出家した。本姓の「藤原」により藤原藤房とも言う。江戸時代の儒学者安東省菴によって、平重盛・楠木正成と共に日本三忠臣の1人に数えられている。

## 経歴
文保2年（1318年）2月後醍醐天皇践祚に際して、蔵人に補任。以後、弁官として累進し、中宮亮・記録所寄人・相模権守などを兼ねる。元亨3年（1323年）1月蔵人頭に補されたが、同年に弟季房も弁官となったため「兄弟弁官例」と称された。同4年（1324年）4月参議に任じられて公卿に列し、正中3年（1326年）春、従三位･権中納言に叙任。嘉暦2年（1327年）7月左兵衛督・検非違使別当を兼ね、元弘元年/元徳3年（1331年）中納言に転正し、正二位に叙された。
同年天皇の倒幕計画が露見したため（元弘の変）、8月四条隆資・北畠具行と共に天皇に供奉して笠置山へ逃れた。1か月に及ぶ幕府軍との攻防の末、9月28日には笠置山が陥落し、藤房は天皇を助けて敗走するも、翌日有王山で捕捉されてすぐに解官となる（『公卿補任』）。10月宇治平等院から六波羅に移送され、武蔵左近大夫将監の許へ預けられた。元弘2年/正慶元年（1332年）4月幕府から遠流の処分が伝えられると、5月京都を発って常陸国に下り、小田治久（高知）の藤沢城に籠居。この間、治久に対する与同勧誘が功を奏したのか、鎌倉幕府滅亡後の元弘3年/正慶2年（1333年）6月には治久を伴って上洛し、復官を果たした。
元弘3年（1333年）、四番制の初期雑訴決断所（訴訟機関）の寄人に任じられている。建武元年（1334年）5月18日 には、恩賞方四番のうちの三番局（畿内・山陽道・山陰道担当）の頭人に任じられており、建武政権でますます重きを為した（『建武記』）。同年8月中に、雑訴決断所が八番に拡充された際にも、やはり寄人に選ばれている（『建武記』）。
ところが、同年10月5日に出家（『公卿補任』）。史料では「俄遁世」（にわかに出家してしまった）とあるばかりで（『尊卑分脈』）、理由は一切不明である。この時代、人生の絶頂期に出家願望を持つ事例は足利尊氏などにも見られる。その後の消息は不明で、相国寺に住したと伝える（『尊卑分脈』）他、各地に伝承が散見する（後述）。
日記『藤房卿記』は僅かに正中3年（1326年）4月26日の抜書「嘉暦元年改元記」が伝存するのみで、翻刻が『歴代残闕日記55』に収められている。

## 伝説・創作

### 建武政権批判
軍記物語である流布本『太平記』では、藤房は建武政権への批判者として描写され、これがそのまま史実であるかのように喧伝されることが多い。
流布本巻12「公家一統政道の事」によれば、建武政権下では初め、元弘3年（1333年）8月3日に設置された初期恩賞方の洞院実世の後任として恩賞方上卿となるが、「忠否ヲ正シ、浅深ヲ分チ」公平な処理を行おうとしたところ、内謁により不正に恩賞を獲得する者が多かったため、病と称して辞退したという。
一方、流布本巻13「龍馬進奏の事」では、後醍醐天皇に直言を呈することのできた硬骨漢として描かれ、出雲国の塩冶高貞から駿馬が献上された際、洞院公賢がこれを吉兆と寿いだのに対し、藤房は凶兆と論じ、以下の点を挙げて政権を指弾したと描写される。
- 為政者は愁訴を聞き、諫言を奉るべきであるのに、それを怠っていること。
- 恩賞目当てに官軍に属した武士が未だ恩賞に与っていないこと。
- 大内裏造営のために、諸国の地頭に二十分の一税を課したこと。
- 諸国で守護の権威が失墜し、国司・在庁官人らが勢力を振るっていること。
- 源頼朝以来の伝統がある御家人の称号を廃止したこと。
- 倒幕に軍功があった諸将のうち、赤松円心のみ不当に恩賞が少ないこと。

流布本巻13「藤房卿遁世の事」では、藤房は武家の棟梁の出現を危惧し、再三諫言を繰り返すも、天皇に聞き入れられないまま、元弘3年の翌年（1334年）3月11日に天皇の八幡行幸に同行した後、岩倉で不二坊という僧のもと出家。天皇は慌てて宣房に命じて藤房を召還させたが、既に行方を晦ましていたため、再会は叶わなかったという。
以上は史料には見られないどころか、史実との矛盾点もある。
- 元弘3年（1333年）7月19日には恩賞が配布されているため、恩賞方は8月3日ではなく速くも7月中には設置されていたと考えられる[9]。
- 不公平な恩賞の代表例の一つとして、後醍醐天皇皇子護良親王が北条泰家の所領を独占したことが挙げられているが、実際は岩松経家も泰家の領地の一部を恩賞として得ている（『集古文書』[10]）。
- 元弘3年（1333年）に恩賞方を辞したとあるが、史実では翌年に恩賞方の名簿に名を連ねている。
- 実際に出家したのは建武元年（1334年）10月5日で、半年以上もずれがある。

### 出家後の伝説
『太平記』に称えられた随一の公家であることから、出家後の動向に関して、後に様々な伝承が生じたが、どれ一つとして信ずるに足るものはない。
- 初め大徳寺の宗峰妙超に参禅し、次いで妙心寺開山関山慧玄に師事して、同寺2世住持となった授翁宗弼と同一人とする『妙心禅寺記』の説。
- 越前鷹巣山（福井市）に草庵を結んで隠棲していたが、俗世との接触を拒んで再び行方を晦まし、やがて筑紫に赴いたという『吉野拾遺』の説。
- 散聖道人となり、侃山子（侃山主とも）と号して諸国を行脚した後、土佐に渡航する途次で風波のために遭難死したという『天正本太平記』の説。
- 安東氏を頼って津軽に下り、南朝再興を期して子の景房に飯詰城（高楯城）を築かせ、朝日氏の祖になったという『東日流外三郡誌』などの和田喜八郎の著作に拠る説。
- 月泉良印に師事し、出羽補陀寺2世住持となった無等良雄と同一人とする『勝地臨毫』（菅江真澄）の説。ただし、真澄は後にこの説を否定した。
- 江戸芝浜の御穂神社の社伝由緒には、後村上天皇の御世に当地に翁が流れ着き、「師もなく医もなく村人粗野朴訥礼節も備わらず、翁深くこれを憐み、忠孝に義を教へ導いた」。これが藤原藤房だったとしている。
- この他、従弟が院主を勤める高野山北の院で往生したという『太平記評判私要理尽無極鈔』の説、元に渡ったという『続本朝通鑑』の説がある。
- 岡山県の鏡野町（旧・美作国）に、同地にいた近衛経忠を訪ねてきて同地で死去したとされる「藤原藤房卿（万里小路藤房）の墓」、と伝わる塚と顕彰碑が存在する。ただし、そもそも近衛経忠が同地に赴いたことを裏付ける史料は無い。詳しくは近衛経忠の項目参照。
- 広島県の安佐南区沼田町吉山に、晩年過ごしたとされる城跡（城壁）が存在する。

### その他の創作
- 10歳の春、年始を寿ぐ詩（七言絶句）を賦して天皇（後二条天皇か）に奏上したところ、大いに叡感に与り、学問に励むよう仰せ付かったという（『 塵塚物語』巻6「中納言藤房十歳詩の事」）。
- 3年もの間、中宮西園寺禧子の女房左衛門佐局（一説に平成輔の女）に懸想しており、笠置落ちの前夜に一夜限りの契りを結んだ。都を旅立つ間際に一目会おうとしたが果たせず、来るべき乱世を案じて形見の髪と離別の歌を残して去った。これを見た局はその悲嘆のあまり嵐山の大井川に身を投げたという（『太平記』巻4「笠置囚人死罪流刑事付藤房卿事」）。
- 元弘の乱の笠置山行在所では、天皇が夢告により楠木正成を召し出した時、天皇に代わり勅使を派遣したという（『太平記』巻3「主上御夢事付楠事」）が、史実の正成はそれ以前から後醍醐天皇に加担しており（『臨川寺文書』）、物語を劇的に演出するための創作である。
- 建武元年（1334年）9月21日の石清水八幡宮行幸の際、既に官を棄てる覚悟をしていた藤房は、従者ともども人目を引く盛装で供奉したという（『太平記』巻13「藤房卿遁世事」）。

## 略譜
※ 日付＝旧暦
| 和暦             | 西暦   | 月日     | 事柄                                         |
| ---------------- | ------ | -------- | -------------------------------------------- |
| 永仁4年          | 1296年 |          | 生誕。                                       |
| 文保2年          | 1318年 | 2月29日  | 蔵人に補任。時に木工頭･正五位下。            |
| 文保2年          | 1318年 | 10月6日  | 右少弁に任官し、木工頭如元。氏院別当に補任。 |
| 元応元年         | 1319年 | 3月9日   | 左少弁に転任。                               |
| 元応元年         | 1319年 | 4月7日   | 記録所寄人に補任。                           |
| 元応元年         | 1319年 | 閏7月5日 | 正五位上に昇叙。                             |
| 元応元年         | 1319年 | 8月7日   | 中宮大進を兼任。                             |
| 元応元年         | 1319年 | 8月16日  | 従四位下に昇叙。                             |
| 元応2年          | 1320年 | 3月24日  | 左中弁に転任し、中宮亮を兼任。               |
| 元応2年          | 1320年 | 4月12日  | 左宮城使を兼任。                             |
| 元応2年          | 1320年 | 5月21日  | 率分所勾当・装束司に補任。                   |
| 元応2年          | 1320年 | 7月17日  | 従四位上に昇叙。                             |
| 元亨元年         | 1321年 | 1月13日  | 阿波介を兼任。                               |
| 元亨元年         | 1321年 | 3月11日  | 正四位下に昇叙。                             |
| 元亨元年         | 1321年 | 4月6日   | 右大弁に転任し、阿波介如元。                 |
| 元亨元年         | 1321年 | 6月6日   | 正四位上に昇叙。                             |
| 元亨2年          | 1322年 | 1月9日   | 記録所寄人に補任。                           |
| 元亨2年          | 1322年 | 1月26日  | 相模権守を兼任。                             |
| 元亨3年          | 1323年 | 1月13日  | 蔵人頭に補任。右大弁を去る。                 |
| 正中元年         | 1324年 | 4月27日  | 右大弁に還任。参議に補され、相模権守如元。   |
| 正中元年         | 1324年 | 5月4日   | 記録所寄人に補任。                           |
| 正中元年         | 1324年 | 5月26日  | 造東大寺長官を兼任。                         |
| 正中元年         | 1324年 | 10月29日 | 左大弁に転任。                               |
| 嘉暦元年         | 1326年 | 1月5日   | 従三位に昇叙。                               |
| 嘉暦元年         | 1326年 | 2月19日  | 権中納言に転任。                             |
| 嘉暦2年          | 1327年 | 7月16日  | 左兵衛督・検非違使別当を兼任。               |
| 嘉暦2年          | 1327年 | 11月10日 | 右衛門督に遷任。                             |
| 嘉暦3年          | 1328年 | 1月7日   | 正三位に昇叙。                               |
| 元徳元年         | 1329年 | 9月26日  | 従二位に昇叙。                               |
| 元徳2年          | 1330年 | 5月22日  | 検非違使別当を停任。                         |
| 元徳2年          | 1330年 | 7月17日  | 右衛門督を停任。                             |
| 元弘元年/元徳3年 | 1331年 | 2月1日   | 中納言に転任。                               |
| 元弘元年/元徳3年 | 1331年 | 8月7日   | 正二位に昇叙。                               |
| 元弘元年/元徳3年 | 1331年 | 8月24日  | 後醍醐天皇の笠置臨幸に供奉。                 |
| 元弘元年/元徳3年 | 1331年 | 9月29日  | 山城有王山で幕府方に捕捉される。             |
| 元弘2年/正慶元年 | 1332年 | 5月      | 常陸国に配流。                               |
| 元弘3年/正慶2年  | 1333年 | 5月17日  | 光厳天皇の廃位に伴い、本職に復す。           |
| 元弘3年/正慶2年  | 1333年 | 11月8日  | 右衛門督・検非違使別当を兼任。               |
| 建武元年         | 1334年 | 10月5日  | 出家。時に39歳。                             |
| 天授6年/康暦2年  | 1380年 | 3月28日  | 授翁宗弼、入寂（参考）。                     |

## 系譜
- 父：万里小路宣房（1258-1348）
- 母：不詳
- 妻：不詳
- 養子
  - 男子：万里小路仲房（1322-1388） - 万里小路季房の子

## 関連作品
- 太平記 (1991年、NHK大河ドラマ） - 演：大和田獏